# Chevrolet Orlando
Chevrolet Orlando (кор. 쉐보레 올란도) — пятидверный семиместный семейный компактвэн на платформе Chevrolet Cruze, который выпускается компанией General Motors под маркой Chevrolet. Впервые представлен в октябре 2008 года на Парижском автосалоне в виде концепт-кара. Серийное производство начато в 2010 году. В 2018 году модель Orlando сменила поколение.

## Конструкция
Chevrolet Orlando спроектирован на платформе Delta, общей с моделью Chevrolet Cruze, но минивэн отличается от него растянутой на 75 мм колесной базой. Машины для российского рынка оснащались бензиновым двигателем 1,8 (141 л. с.) и 5-ступенчатой коробкой передач, в 2013 году в продаже появился вариант с турбодизельным мотором 2,0 VCDi (163 л. с.) и 6-ступенчатой механической или автоматической коробкой передач.

## Интерьер
Пространство автомобиля, ориентированное на семью, имеет три ряда сидений в любой комплектации, а по высоте салона в районе третьего ряда сидений Orlando превосходит большинство своих конкурентов в данном классе.. Салон трансформируется в большое багажное отделение объемом 958 литров (5 мест) или 1594 литра (2 места) с ровным полом. Orlando имеет полезные опции для поездок с детьми.

## Продажи
Модель продавалась в России до 2015 года, когда концерн объявил, что уходит с российского рынка. С 2018 года Chevrolet Orlando производится только на заводе SAIC General Motors в Шанхае, Китай.

## Безопасность
| Euro NCAP                                             | Euro NCAP | Euro NCAP | Euro NCAP             |
| ----------------------------------------------------- | --------- | --------- | --------------------- |
| · общий рейтинг                                       |           |           |                       |
| 95%                                                   | 79%       | 49%       | 71%                   |
| взрослый пассажир                                     | ребёнок   | пешеход   | активная безопасность |
| Протестированная модель: Chevrolet Orlando 1.8 (2011) |           |           |                       |

## Второе поколение
В 2018 году в Китае представлен новый Orlando, местное название — Wolanduo. В салоне также расположатся три ряда сидений, а под капотом ожидается бензиновый турбомотор 1,3 л. Заявлены две коробки передач — 6-ступенчатые «механика» и «автомат».

## Галерея

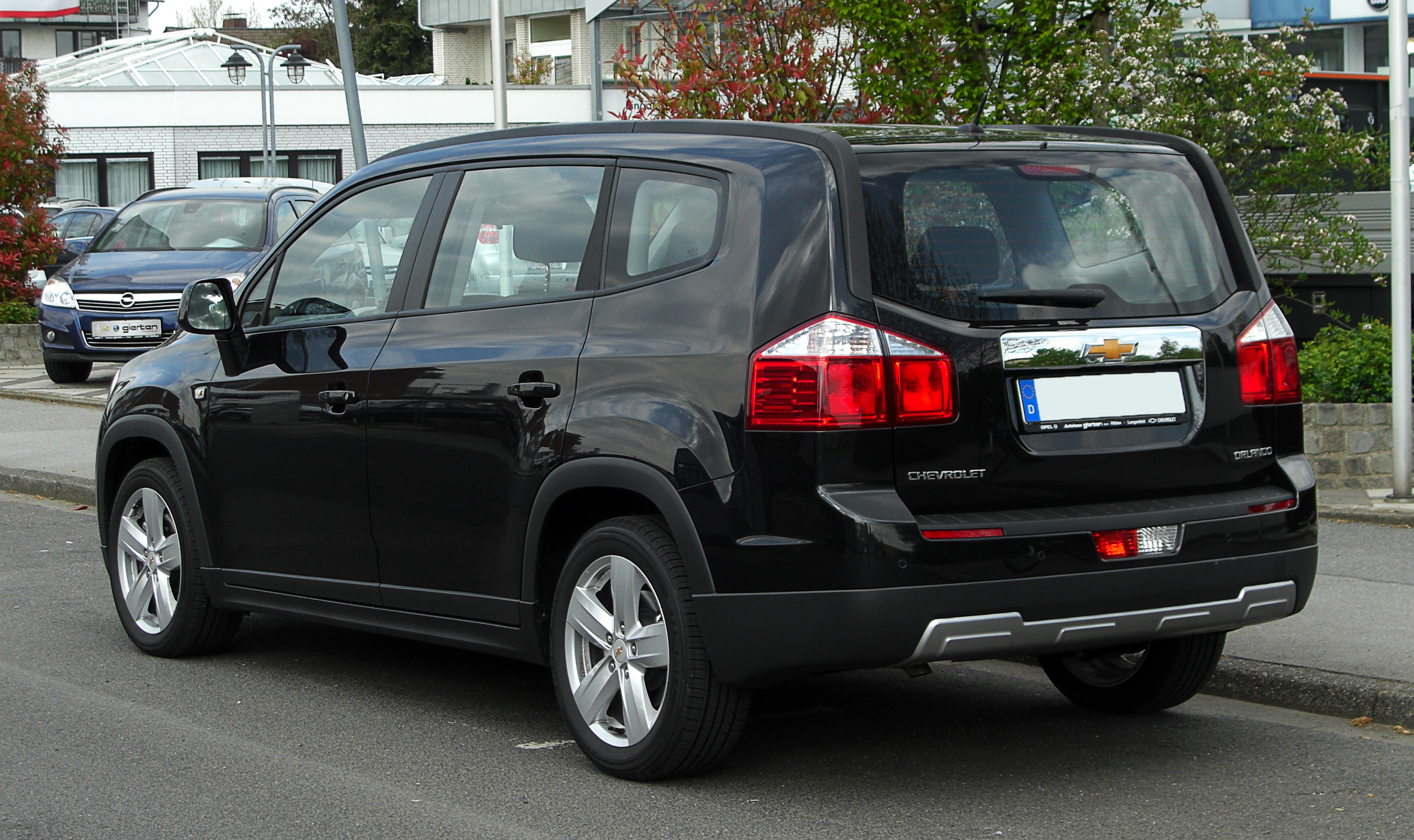
Задняя часть автомобиля
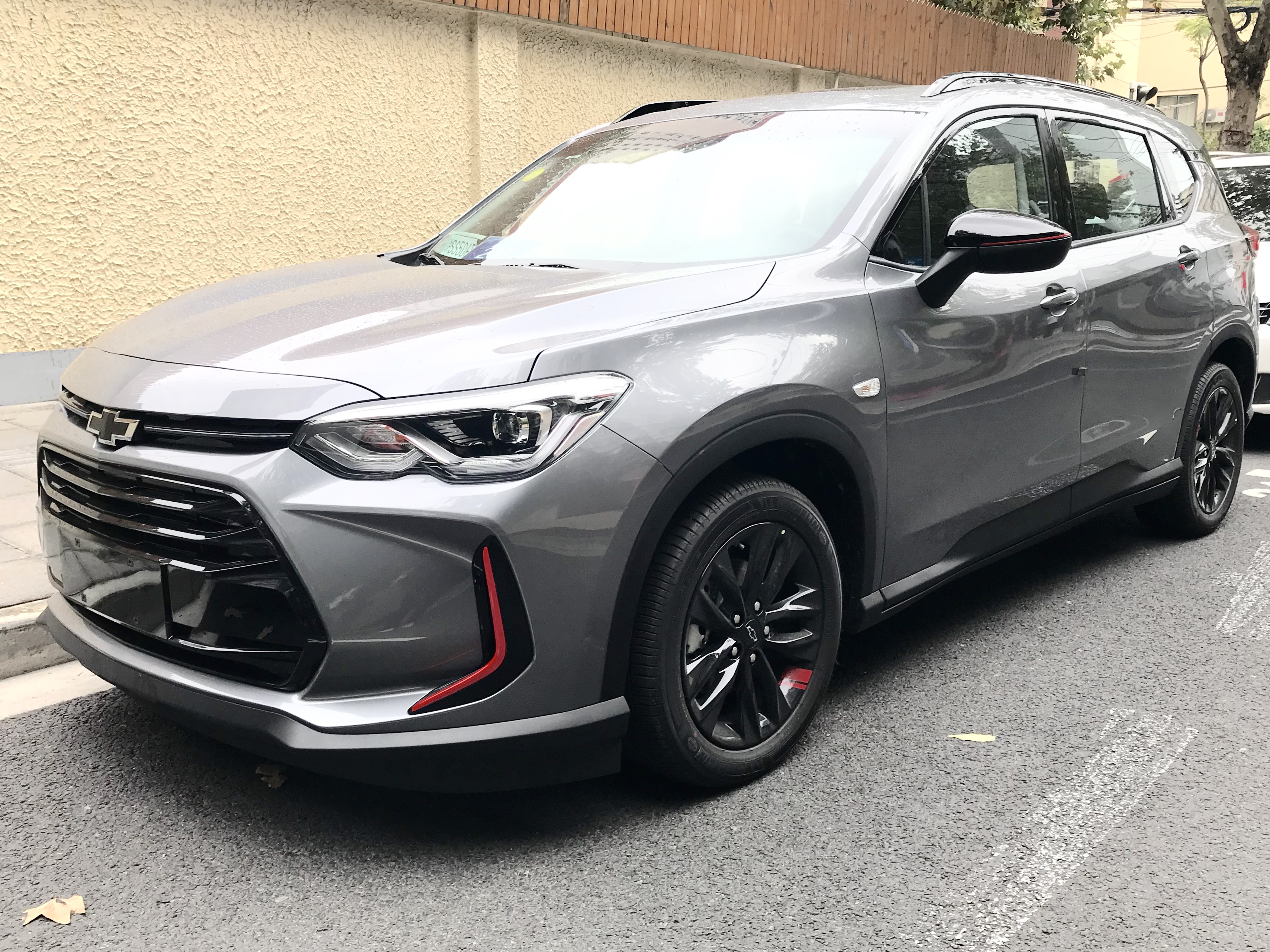
Второе поколение Chevrolet Orlando 2018-н.в.
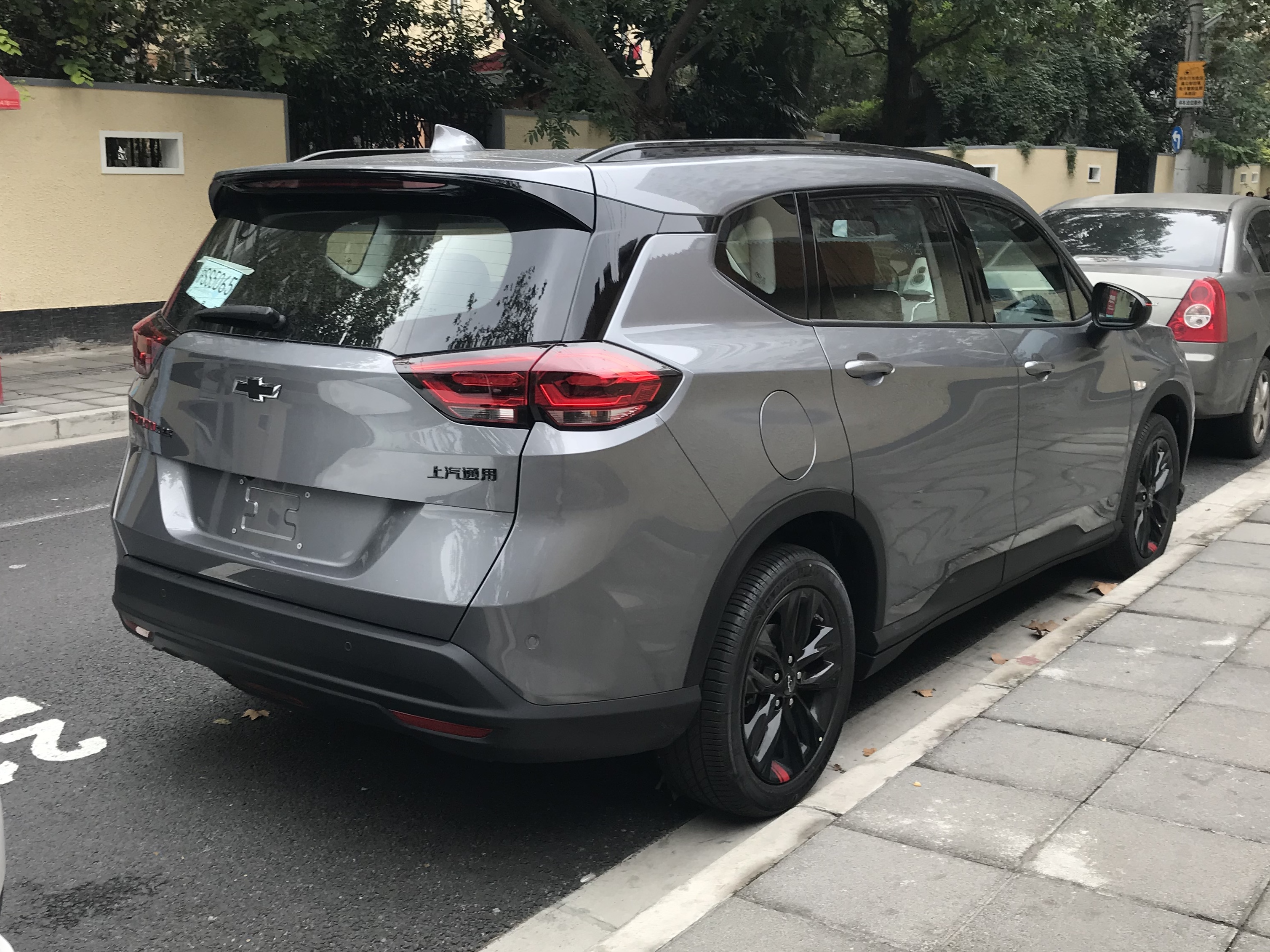
Задняя часть автомобиля 2-го поколения